# Свіслоцький район
Сві́слоцький райо́н — адміністративна одиниця Білорусі, Гродненська область.

## Географія
Річки: Рось.